# Całe życie Sabiny
Całe życie Sabiny – powieść psychologiczna autorstwa Heleny Boguszewskiej. Wydana w 1934.
Opowiada o ciężko chorej Sabinie i ostatnich tygodniach jej życia. Kobieta jest świadoma zbliżającej się śmierci. Sabina rekonstruuje wydarzenia przeszłości; jej przeważającym odczuciem jest myśl o nieudanym życiu rodzinnym. Pragnie podsumować swój los. 
Książka napisana jest mową pozornie zależną i kreowana jest na monolog tytułowej bohaterki. 
Powieść była ekranizowana w 1969 pod tym samym tytułem.

## Części powieści
- Po sukniach
- Po mieszkaniach
- Po służących
- Po książkach
- Po zabawach i zajęciach
- Po porankach